# Noah Shakespeare
Pour les articles homonymes, voir Shakespeare (homonymie).
Noah Shakespeare (26 janvier 1839-13 mai 1921) est un homme politique canadien de la Colombie-Britannique. Il est député fédéral conservateur de la circonscription britanno-colombienne de Victoria de 1882 à 1887,.
Il est aussi maire de la ville de Victoria en 1882.

## Biographie

### Premières années
Né dans le Staffordshire en Angleterre, Shakespeare commence à travailler dans une chaîne de production à l'âge de 8 ans. Après avoir travailler également dans une laminerie, les histoires de ruée vers l'or en Colombie-Britannique le convainc d'immigrer dans la colonie en 1863. Embauché comme manoeuvre par la Vancouver Coal Mining and Land Company de Nanaimo, il travaille sans relâche pour accumuler la somme permettant de payer la traversée de sa femme et son fils qui arrivent durant l'été 1864. La famille s'installe ensuite à Victoria où il s'initie à la photographie. Il finis par opérer une galerie à la fin des années 1860 et, en 1870, il travaille pour le journaliste et homme politique Amor De Cosmos au Victoria Daily Standard.

### Carrière politique

#### Politique municipale
Shakespeare parvient à se faire élire sans opposition conseiller municipal du quartier de James Bay (en) de la ville de Victoria en janvier 1875. Bien que Shakespeare, le maire et de nombreux conseillers soient considérés avoir remporté les élections avec le vote des électeurs chinois par leurs opposants, Shakespeare contribue à faire battre une motion au conseil qui visait à retirer le droit de vote aux citoyens chinois lors des élections municipales. Il se présente à chaque élection municipale annuelle entre 1876 et 1881, mais remporte seulement en 1878, 1880 et en 1881.

#### Militant anti-chinois
Shakespeare est militant du mouvement anti-chinois entre autres en servant comme président de la Workingmen's Protective Association en 1878. L'organisation qui survit peu de temps avait pour but de faire des pressions pour établir des restrictions sur l'immigration chinoise lors de l'élection fédérale de 1878. Cette immigration était considéré comme une concurrence contre la classe ouvrière blanche, car bon marché, et posait problème au point de vue de la moralité. En 1878, l'Assemblée législative vote la Chinese Tax Act afin de recenser et imposer une taxe aux résidents chinois sous risque de voir leurs biens saisies en cas de refus d'obtempérer. Le gouvernement fédéral invalidera par la suite la loi.
À la présidence de cette organisation, Shakespeare se sert de cette organisation pour s'assurer un tremplin sur la scène provincial en l'implantant sur la partie continentale de la province. Une pétition de 1 500 signatures de l'organisme est envoyée à l'Assemblée pour demander l'imposition des résidents chinois et l'exclusion de l'arrivée de nouveaux ressortissants chinois.

#### Maire de Victoria
Élu maire de Victoria en janvier 1882, son mandat est marqué par la visite du gouverneur-général Lorne Campbell.

#### Député fédéral
La même année, il profite de l'augmentation de l'afflux d'immigrants chinois venant travailler à la construction du chemin de fer du Pacifique pour devenir député fédéral en remportant l'élection contre l'ancien premier ministre provincial Amor De Cosmos. En 1883, il dépose une motion à la Chambre des communes, en faveur d'une loi interdisant l'immigration chinoise. L'ammendement de la motion devient l'Acte de l'immigration chinoise en 1885 qui impose une capitation de 50$ à chaque nouvel arrivant et en limitant le nombre de ceux-ci par navire. Shakespeare démissionne en 1887 afin de devenir maître de Postes de Victoria.

#### Dernières années
Shakespeare meurt à Victoria en mai 1921 à l'âge de 82 ans et est inhumé au cimetière Ross Bay